# Cheumatopsyche enonis
Cheumatopsyche enonis är en nattsländeart som beskrevs av Ross 1938. Cheumatopsyche enonis ingår i släktet Cheumatopsyche och familjen ryssjenattsländor. Inga underarter finns listade i Catalogue of Life.